# Queenstown
Queenstown é uma cidade na Nova Zelândia situada na Ilha do Sul. Fica às margens de um lago cristalino cercado de montanhas. Na cidade calma vê-se poucos carros e várias ruas para pedestres lotadas de pequenas lojas de recordações. Com cerca de 20 mil habitantes fixos, na alta temporada é invadida por turistas e quase dobra a população da cidade.

## Atrações turísticas
Queenstown ficou mundialmente conhecida como capital mundial dos esportes radicais. É possível fazer passeios de barco pelo lago, parando numa típica fazenda de ovelhas, ou saltar de Bungee jumping, Skydiver ,Ski,Rafting,safáris pelas montanhas, praticar mountain biking, etc. É uma das cidades da Nova Zelandia em que moram mais brasileiros, aproximadamente 3 mil, que trabalham em diversas áreas como hotelaria, construção e prestação de servicos; muitos chegam como turistas e ao conseguirem emprego entram com a documentacao para o Work Permit (Permissao de Trabalho) de um ano, podendo ser renovado, consequentemente muitos brasileiros que lá vivem já conseguiram residência permanente.
As festas são outra grande atração turística, com varias casas noturnas espalhadas pelo centro da cidade, como a winnies, cowboys, ice bar, entre outros.
De alguns pontos da cidade, pode-se observar o conjunto de montanhas, conhecido como "the remarcables".
A cidade possuí um aeroporto, tornando o acesso à cidade muito simples.

## Religião
Religião em Queenstown (2013) 
A maioria da população religiosa de Queenstown são protestantes (Presbiterianos e pentecostais) e Anglicanos,seguido por Católicos 12%, tendo uma grande maioria não religiosa (53% da população).
Os primeiros Anglicanos a chegar em Queenstown foram os ingleses, enquanto os Escoceses trouxeram a Igreja presbiteriana, mais tarde com o secularismo o número de pessoas religiosas começou a cair.
| Religião 2013       | Religião 2013 |
| ------------------- | ------------- |
| Anglicanos          | 2,718         |
| Presbiterianos      | 3,108         |
| Católicos           | 3,042         |
| Cristãos Maori      | 30            |
| Outros protestantes | 1,998         |
| Budista             | 360           |
| Outros              | 303           |
| Hindus              | 276           |
| Muçulmanos          | 84            |
| nenhuma             | 13,431        |

## Distâncias rodoviárias
- Christchurch: 448 km
- Picton: 830 km
- Dunedin: 281 km
- Te Anau: 175 km
- Wanaka: 110 km

## Galeria
- Baía de Queenstown.
- Vista aérea
- Igreja Anglicana St Peter's  em Queenstown.
- Vista de Queenstown